# Порт Тяньцзінь

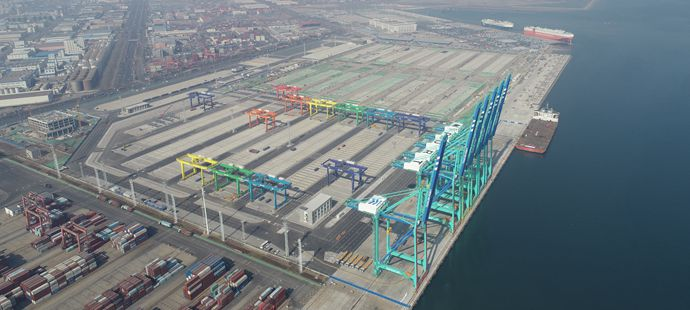
Контейнерний термінал порту Тяньцзінь

Мапа порту, 2012 рік

Порт Тяньцзінь — розташовується на захід від Бохайської затоки в гирлі річки Хайхе. Знаходиться в 170 кілометрах на південний схід від Пекіну і на схід від міста Тяньцзінь.
Глибина в районі акваторії переднього краю причалу сягає 18,8 м, що дозволяє приймати судна водотоннажністю 300 тис. т. при неповному завантаженні. Успішна реалізація даного проєкту, обсяг капіталовкладень у який склав 35 млн юанів, дозволила додатково збільшити пропускну спроможність на 2 млн т..
Порт має встановлені торгові зв'язки з 400 портами в 180 країнах і регіонах по всьому світу та включений в зону вільної торгівлі площею 5 кв. км.

## Вантажообіг
Вантажообіг порту за роками (млн т.):
- 2004: 206,161
- 2005: 254,1
- 2006: 257,6
- 2007: 309,465
- 2011: 450

## Інциденти
12 серпня 2015 року в порту виникла пожежа, після якої стались потужні вибухи, які призвели до численних людських жертв.